# Carsten Schlangen

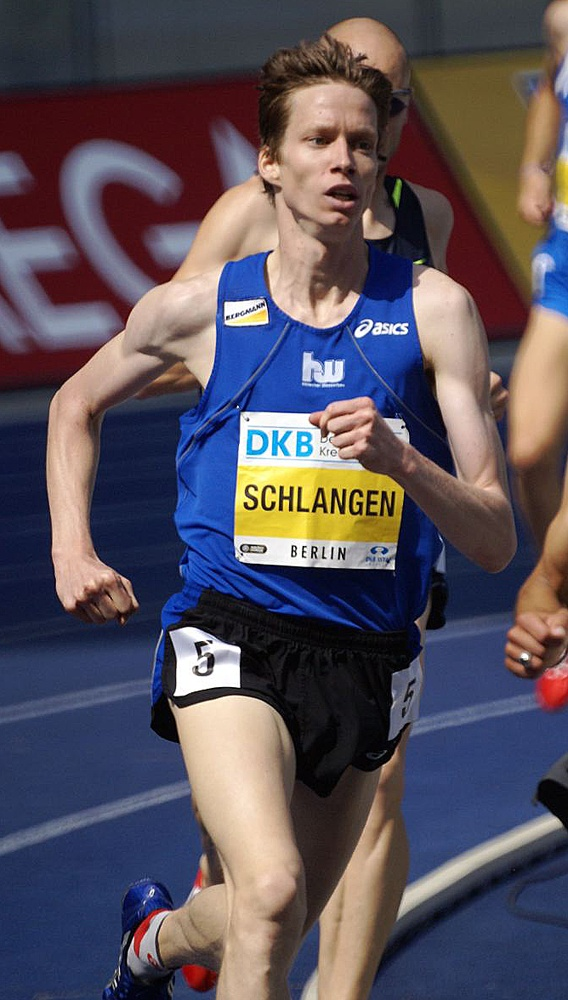
Carsten Schlangen im 1500-Meter-Rennen beim ISTAF 2008

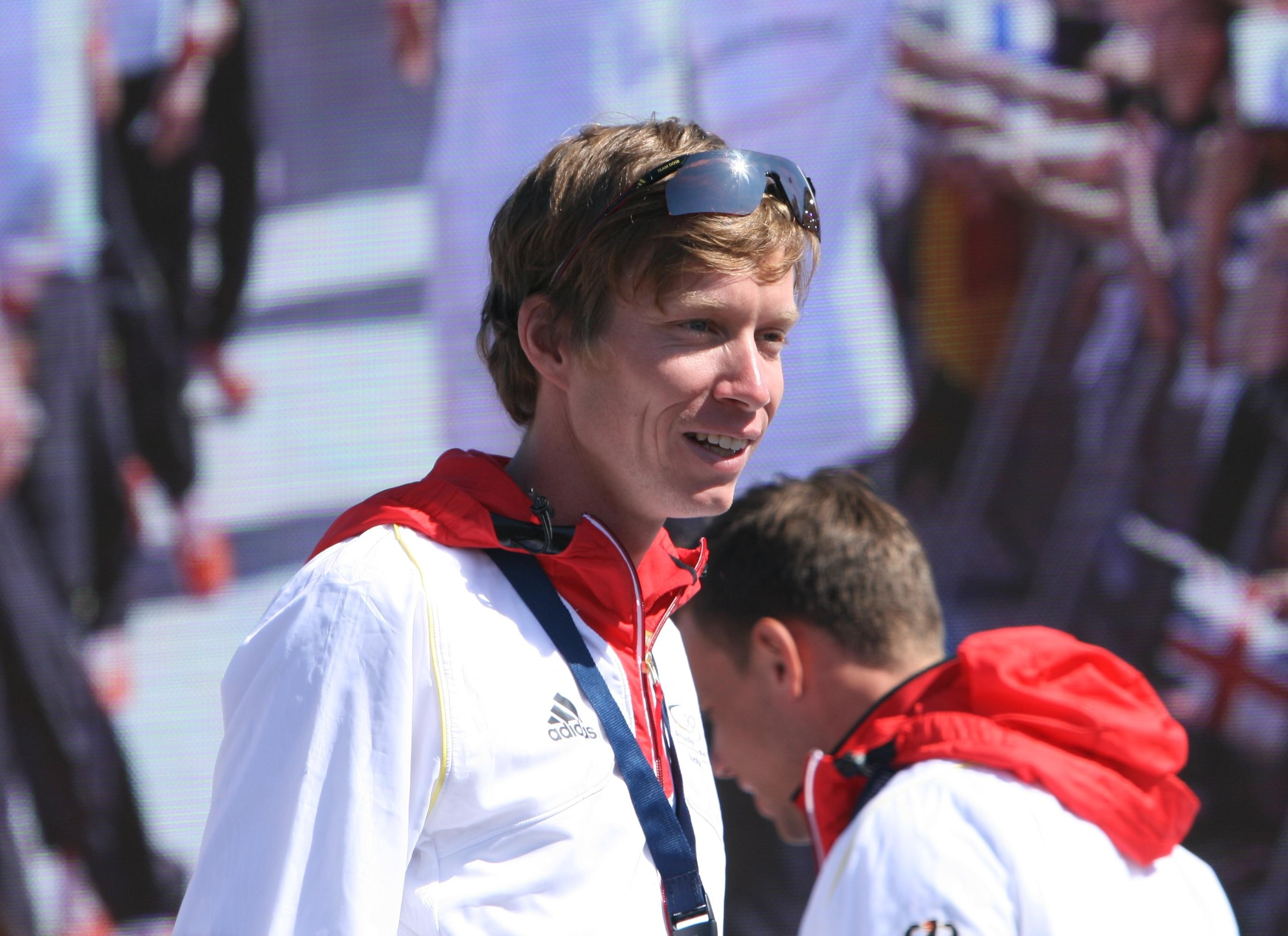
Carsten Schlangen beim Empfang der Olympioniken in Hamburg, 2012

Carsten Schlangen (* 31. Dezember 1980 in Meppen) ist ein ehemaliger deutscher Mittelstreckenläufer. Seine größten Erfolge feierte er über 1500 Meter, ging aber auch des Öfteren über 800 und 3000 Meter an den Start. Er war 2010 Vizeeuropameister.

## Leben
Bis 2005 startete Schlangen für den SV Union Meppen. Danach wechselte er zur Trainingsgruppe von Roland Wolff bei der LG Nord Berlin.
Seit 2006 feierte Schlangen zahlreiche nationale Meisterschaften über 1500 Meter. Seinen größten Erfolg auf internationaler Ebene erzielte Schlangen, als er bei den Europameisterschaften in Barcelona im Juli 2010 hinter dem Spanier Arturo Casado den zweiten Platz belegte. 2011 wurde er Vierter bei den Halleneuropameisterschaften. Darüber hinaus nahm Schlangen bei den Olympischen Spielen in Peking 2008 und London 2012 teil. Hier erreichte er jeweils das Halbfinale. Mit seiner Bestzeit von 3:33,64 min, aufgestellt in Bottrop am 6. Juli 2012, liegt Schlangen in der ewigen deutschen Bestenliste an siebter Stelle (Stand: Dezember 2014). Am Ende der Saison 2014 beendete er seine leistungssportliche Karriere.
Im Frühjahr 2011 schloss Schlangen sein Architekturstudium an der TU Berlin ab. Er arbeitet als freiberuflicher Architekt in Berlin.

## Erfolge
2005
- Deutscher Vizemeister 1500 m
- Deutscher Hochschulmeister 1500 m
- 4. Platz Deutsche Crossmeisterschaften (Mittelstrecke)

2006
- 3. Platz Deutsche Hallenmeisterschaften 3000 m
- Deutscher Hallenmeister 3 × 1000 m mit Franek Haschke und Jonas Stifel
- Deutscher Hochschulmeister 3000 m Halle
- Deutscher Meister 1500 m
- Deutscher Meister 3 × 1000 m mit Franek Haschke und Jonas Stifel
- Teilnahme Europameisterschaften Göteborg 1500 m
- 2. Platz Deutsche Crossmeisterschaften Mittelstrecke

2007
- Deutscher Hallenmeister 3 × 1000 m mit Franek Haschke und Jonas Stifel
- Deutscher Meister 1500 m
- Deutscher Meister 3 × 1000 m mit Franek Haschke und Jonas Stifel

2008
- Deutscher Hallenmeister 1500 m
- Deutscher Hallenmeister 3 × 1000 m mit Franek Haschke und Jonas Stifel
- Teilnahme Hallenweltmeisterschaften Valencia 1500 m
- Deutscher Meister 3 × 1000 m mit Franek Haschke und Alexander Hudak
- Halbfinale Olympische Spiele Peking 1500 m
- 3. Platz Europacup Annecy

2009
- Deutscher Hallenvizemeister 1500 m
- Teilnahme Halleneuropameisterschaften Turin
- Deutscher Meister 1500 m
- Teilnahme Weltmeisterschaften Berlin 1500 m

2010
- Deutscher Hallenmeister 3000 m
- Deutscher Meister 1500 m
- Deutscher Crossmeister Mittelstrecke
- Vizeeuropameister Barcelona 1500 m
- 3. Platz Team-Europameisterschaft Bergen

2011
- Deutscher Hallenvizemeister 1500 m
- 4. Platz Halleneuropameisterschaften Paris
- Deutscher Meister 1500 m
- Deutscher Meister 3 × 1000 m mit Johannes Riewe und Micha Heidenreich

2012
- Deutscher Hallenvizemeister 1500 m
- Deutscher Vizemeister 1500 m
- Halbfinale Europameisterschaften Helsinki 1500 m
- Halbfinale Olympische Spiele London 1500 m

2013
- Deutscher Hallenmeister 3000 m
- Deutscher Meister 1500 m
- Halbfinale Leichtathletik-Weltmeisterschaften 2013 Moskau 1500 m

2014
- 3. Platz Deutsche Meisterschaften 1500 m

## Bestzeiten
Freiluft
- 800 m: 1:46,81 min (Kassel, 6. Juni 2008)
- 1000 m: 2:17,44 min (Königs Wusterhausen, 27. Mai 2008)
- 1500 m: 3:33,64 min (Bottrop, 6. Juli 2012)
- 3000 m: 7:51,17 min (Leverkusen, 28. Juli 2006)

Halle
- 1500 m: 3:38,47 min (Sindelfingen, 24. Februar 2008)
- 3000 m: 7:51,90 min (Potsdam, 26. Januar 2008)